# Jean-François Van Der Motte
Jean-François Van Der Motte (Bruxelles, 8 dicembre 1913 – Mont-de-l'Enclus, 8 ottobre 2007) è stato un ciclista su strada belga.

## Palmarès

### Olimpiadi
- Bronzo a Berlino 1936 nella corsa a squadre.